# Саба, Лоусон
Лоусон Саба (англ. Lawson Sabah; 2 апреля 1997 года, Аккра, Гана) — ганский футболист, играющий на позиции полузащитника. Ныне выступает за шведский клуб «Гётеборг».

## Клубная карьера
Саба — воспитанник ганского футбола. Успел дебютировать в ганском чемпионате, сыграв 13 встреч за «Интернэшионалс Аллиес». В 2015 году подписал контракт с «Гётеборгом».
15 мая 2016 года дебютировал в шведском чемпионате в поединке девятого тура против «Эстерсунда», выйдя на замену на 89-й минуте вместо Себастьяна Эрикссона.